# Каменець (Кирджалійська область)
Ка́менець (болг. Каменец) — село в Кирджалійській області Болгарії. Входить до складу общини Момчилград.

## Населення
За даними перепису населення 2011 року у селі проживали 34 особи.
Розподіл населення за віком у 2011 році:
Динаміка населення: